# Hydrovatus cuspidatus
Hydrovatus cuspidatus é uma espécie de insetos coleópteros pertencente à família Dytiscidae.
A autoridade científica da espécie é Kunze, tendo sido descrita no ano de 1818.
Trata-se de uma espécie presente no território português.